# Nỗ Nhĩ Cáp Xích
Nỗ Nhĩ Cáp Xích (chữ Hán: 努爾哈赤, bính âm: Nǔ'ěrhāchì; chữ Mãn: ᠨᡠᡵᡤᠠᠴᡳ, âm Mãn: Nurhaci), (1559 – 1626), Hãn hiệu Thiên Mệnh Hãn (天命汗), là một thủ lĩnh của bộ tộc Nữ Chân vào cuối đời Minh (Trung Quốc).
Trong lịch sử Trung Quốc, Nỗ Nhĩ Cáp Xích nổi tiếng là người đã xây dựng nền móng mà sau đó con trai ông, Hoàng Thái Cực bành trướng uy thế và trở thành vị Hoàng đế đầu tiên của triều đại nhà Thanh. Về sau, các hậu duệ truy tôn miếu hiệu cho ông là Thái Tổ, dù ông không giữ ngôi vị hoàng đế Trung Hoa một ngày nào.
Ban đầu, ông được nhà Thanh truy tôn thụy hiệu là Vũ Hoàng đế (武皇帝), sau lại cải thành Cao Hoàng đế (高皇帝), nên còn xưng gọi Thái Tổ Cao Hoàng đế; 太祖高皇帝, tiếng Mãn: ᡨᠠᡳᡯᡠ
ᡩᡝᡵᡤᡳ
ᡥᡡᠸᠠᠩᡩᡳ, Möllendorff: taidzu dergi hūwangdi, Abkai: taizu dergi hvwangdi].

## Tiểu sử
Tên của Nỗ Nhĩ Cáp Xích viết theo văn tự Mãn Châu là (ᠨᡠᡵᡤᠠᠴᡳ). Có nhiều cách phiên âm Latinh tên gọi này, như Nurgaci, Nurhachi, Nurhaci (phổ biến nhất), hoặc Nu-er-ha-chi. Trong các tài liệu của nhà Minh, tên ông được chép là Đồng Noa Nhi Cáp Xích (童奴兒哈赤 hay 佟奴兒哈赤), tài liệu Hán văn của Nhà Lý Triều Tiên chép tên ông là Lão Ất Khả Xích (老乙可赤) hoặc Noa Nhi Cáp Xích (奴兒哈赤). Tài liệu Hán văn của nhà Thanh còn chép thêm các dị bản tên ông là Nỗ Nhĩ Hạp Xích (努爾合赤), Nỗ Nhĩ Cáp Tề (努爾哈齊) hoặc Nỗ Nhĩ Cáp Kỳ (努爾哈奇).
Nỗ Nhĩ Cáp Xích sinh năm 1559 tại Hách Đồ A Lạp, một vùng ven sông Tô Khắc Tố Hộ (Suksuhu, nay thuộc thôn Lão Thành, trấn Vĩnh Lăng, huyện tự trị dân tộc Mãn Tân Tân, Phủ Thuận, Liêu Ninh, Trung Quốc). Cha ông là Tháp Khắc Thế (Taksi, 塔克世, phiên âm Hán Việt: Tháp Khắc Thế hoặc Tác Tha Thất), thuộc bộ lạc Giác La. Mẹ ông là Ngạch Mục Tề thuộc Hỉ Tháp Lạp thị (喜塔腊, Hitara), là con gái của Đô đốc A Cổ (阿姑), là Hữu vệ chỉ huy sứ Kiến Châu Nữ Chân.
Dòng dõi của Nỗ Nhĩ Cáp Xích vốn là hậu duệ của Tả vệ chỉ huy sứ Kiến Châu Nữ Chân Mang Ca Thiếp Mộc Nhi (Möngke Temür), ông nội ông là Giác Xương An (Giocangga, 覺昌安, cũng Tác Khiếu Trường) được kế thừa chức vụ Tả vệ chỉ huy sứ Kiến Châu Nữ Chân, cùng với con trai Tháp Khắc Thế, tham gia đội quân địa phương của tổng binh Lý Thành Lương của nhà Minh. Vì thế, gia đình ông rất có uy tín trong bộ tộc.
Mẹ ruột của ông mất sớm khi ông mới 10 tuổi, sau đó cha ông lấy vợ kế, là người bộ tộc Nạp Lạt thị (纳喇氏). Do mẹ kế khắc nghiệt nên ông và em ruột Thư Nhĩ Cáp Tề đã sớm sống tự lập, đến tuổi trưởng thành thì theo cha và ông nội đầu quân cho Lý Thành Lương. Chính thời gian đầu quân cho Lý Thành Lương mà Nỗ Nhĩ Cáp Xích bắt đầu tiếp cận với văn hóa Hán. Ông học và đọc nhiều sách Hán, biết về sự hưng vong của các triều đại, đọc nhiều về binh pháp. Đặc biệt, tương truyền ông rất hâm mộ bộ Tam Quốc diễn nghĩa và nghệ thuật quân sự của ông đều học từ bộ tiểu thuyết này.

## Sự nghiệp

### Thống nhất Nữ Chân
Việc hôn nhân của cha mẹ ông là nhằm mục đích liên kết giữa 2 bộ lạc lớn thuộc bộ tộc Tô Khắc Tố Hộ (蘇克素護, Suksuhu). Một người con trai của Vương Cảo là A Đài (阿台; Atai) cưới cháu gái của Giác Xương An. Điều này làm ảnh hưởng chính sách chia để trị của Nhà Minh. Vì vậy, năm 1574, nhân một cớ nhỏ, Lý Thành Lương đã bắt giết Vương Cảo. A Đài phải đem gia đình bỏ trốn về Gure (Cổ Lặc trại). Do có sự can thiệp của Giác Xương An, Lý Thành Lương đành phải "tha tội" và chiêu an A Đài.
Tuy nhiên, Lý Thành Lương quyết định phải truy diệt A Đài và nhổ luôn "cái gai" Giác Xương An. Năm 1582, Lý Thành Lương kích động một tù trưởng khác là Ni Kham Ngoại Lan (尼堪外蘭, Nikan Wailan) nhân cơ hội tấn công A Đài. Mặt khác, Lý Thành Lương vờ sai Giác Xương An dẫn con trai và các cháu dẫn đội tiên phong đến tiếp viện cho A Đài, còn mình thì dẫn quân tiếp ứng. Trước khi Giác Xương An kịp đến tiếp viện, một thuộc hạ của A Đài bị Ni Kham Ngoại Lang mua chuộc đã làm phản và giết chết A Đài. Khi Giác Xương An đến và bao vây Ni Kham Ngoại Lan thì quân Lý cũng đến tấn công để "tiêu diệt Ni Kham Ngoại Lang". Cả Giác Xương An và Tháp Khắc Thế đều bị quân Lý giết chết vì "tưởng nhầm" là người của Ni Kham Ngoại Lang. Nỗ Nhĩ Cáp Xích và em trai Thư Nhĩ Cáp Tề may mắn trốn thoát được.
Nỗ Nhĩ Cáp Xích trở về bộ lạc nắm quyền thủ lĩnh, phái người đến Kiến Châu phủ chất vấn Minh triều lý do giết hại ông và cha. Nhằm xoa dịu sự bất mãn của bộ tộc Tô Khắc Tố Hộ, Minh triều trả lại thi thể của ông và cha của Nỗ Nhĩ Cáp Xích, đồng thời "sắc thư tam thập đạo, mã tam thập thất, phong Long Hổ Tướng quân, hàm cấp Đô đốc thiêm sự". Tuy nhiên, Nỗ Nhĩ Cáp Xích bắt đầu nhận ra chân tướng sự việc kẻ thù chính của mình chính là Nhà Minh, nhưng đành nén lòng nhận sắc phong chờ cơ hội phục thù.
Với danh nghĩa Long Hổ Tướng quân, Đô đốc Thiêm sự của Nhà Minh, ông thu thập bộ hạ, lấy 13 bộ giáp sắt của cha để lại trang bị, lấy danh nghĩa đánh diệt Ni Kham Ngoại Lang để khởi binh ở quê tổ Hách Đồ A Lạp. Năm 1584, ông tấn công Ni Kham Ngoại Lang ở thành Đồ Luân (Tulun), bắt được hơn 100 tù binh và thu được 30 bộ giáp sắt, tuy nhiên Ni Kham Ngoại Lang trốn thoát được sang Nga Nhĩ Hồn (Erhun). Năm 1587, Nỗ Nhĩ Cáp Xích tiếp tục tấn công Nga Nhĩ Hồn, buộc Ni Kham Ngoại Lan phải trốn chạy vào lãnh địa của Lý Thành Lương. Nỗ Nhĩ Cáp Xích cho người chất vấn, buộc Lý phải giao trả Ni Kham Ngoại Lan, rồi đem xử tử để tế ông nội và cha.
Sau trận chiến tiêu diệt Ni Kham Ngoại Lan, danh tiếng của Nỗ Nhĩ Cáp Xích trong các bộ lạc Nữ Chân Kiến Châu trở nên vang dội. Với tư cách kế thừa chức vị Tả hữu vệ Chỉ huy sứ Nữ Chân Kiến Châu, Long Hổ tướng quân, Đô đốc Thiêm sự, ông thực hiện nhiều cuộc chinh phạt để thu phục các bộ lạc Kiến Châu. Một số bộ lạc khác chấp nhận quy phục. Năm 1588, các bộ lạc Kiến Châu Nữ Chân hầu hết đều dưới quyền lãnh đạo của ông.
Năm 1593, liên minh 9 bộ tộc Hải Tây Nữ Chân tấn công Kiến Châu Nữ Chân. Tuy nhiên, với tài năng quân sự của mình, Nỗ Nhĩ Cáp Xích đã đánh tan lực lượng liên minh Hải Tây tại trận Gure, tiếp tục củng cố Kiến Châu.
Sau đó, trong vòng 10 năm, Nỗ Nhĩ Cáp Xích lần lượt chinh phục các bộ tộc lớn của Hải Tây Nữ Chân. Năm 1599, bộ tộc Cáp Đạt bị tấn công và bị chinh phục năm 1603. Năm 1607, bộ tộc Huy Phát bị chinh phục, và bộ tộc Ô Lạp vào năm 1613. Các bộ tộc nhỏ khác của Hải Tây Nữ Chân và Dã Chân Nữ Chân cũng lần lượt quy phục. Chỉ còn bộ tộc Diệp Hách mãi đến năm 1619 mới hoàn toàn bị khuất phục sau trận Sa Nhĩ Hử (Sarhu).

### Xây dựng lại văn tự Nữ Chân
Từ thế kỷ thứ XII, người Nữ Chân đã xây dựng cho mình một dạng văn tự riêng, phỏng theo chữ Khải của người Hán nhưng theo các quy tắc chữ của người Khiết Đan. Tuy nhiên, khi người Mông Cổ tiêu diệt chính quyền Kim quốc, đã buộc người Nữ Chân phải tiến hành đồng hóa với người Mông Cổ, bao gồm cả việc sử dụng văn tự của người Mông Cổ. Cộng với việc trở lại với đời sống du mục, văn tự Nữ Chân dần bị thất truyền trong 300 năm.
Vốn là một người có kiến thức và biết chữ Hán, Nỗ Nhĩ Cáp Xích đã quan tâm đến việc phục hồi lại văn tự cho người Nữ Chân. Năm 1599, ông ra lệnh cho văn thần của mình là Ba Khắc Thập Ngạch Nhĩ Đức Ni (Erdeni Bagshi) và Trác Nhĩ Cố Tề Cát Cái (Dahai Jarguchi), phỏng theo chữ Mông Cổ và áp dụng quy tắc văn tự Nữ Chân cổ để xây dựng lại văn tự Nữ Chân mới.
Việc thống nhất văn tự một lần nữa đã tạo nên sự thống nhất một lần nữa cho các bộ tộc Nữ Chân, giúp Nỗ Nhĩ Cáp Xích có thể huy động sức mạnh của dân tộc Nữ Chân trở nên hùng mạnh, chinh phục các quốc gia khác và xây dựng vương triều Thanh thống trị Trung Quốc 300 năm. Tuy nhiên, đến đời con cháu của ông, trước sức mạnh đồng hóa của văn hóa Hán, văn tự Mãn Châu cũng dần bị mai một và ngày nay gần như thất truyền.

### Chế độ Bát Kỳ
Thời nhà Minh, một mô hình quản lý các đơn vị hành chính ngoại biên được áp dụng, để dễ dàng kiểm soát các sắc dân vùng biên ải. Theo đó, cứ 10 người lập thành một đơn vị cơ sở, gọi là "Tập". Cứ 10 tập tạo thành một đơn vị gọi là "Trại" (100 người).
Lúc đó, dân số của các bộ lạc này còn ít, chính quyền Minh quản lý hiệu quả các bộ lạc Nữ Chân theo hình thức là "Tập-trại".
Đến thời của Nỗ Nhĩ Cáp Xích, dân số Nữ Chân nhanh chóng phát triển thông qua chiến tranh hoặc liên hôn,khiến hình thức "Tập-Trại" không còn phù hợp nữa. Do đó, Nỗ Nhĩ Cáp Xích đã xây dựng hình thức tổ chức xã hội bộ lạc mới là chế độ Bát kỳ (âm Mãn: Jakūn Gūsa).
Theo đó, mọi người Nữ Chân đều thuộc một trong 8 nhóm bộ lạc, được gọi là các "Kỳ" (gūsa). Mỗi kỳ là tập hợp của các bộ lạc, vừa là các đơn vị quân đội vừa mang tính chất dân sự.
Về bản chất, ông vẫn giữ nguyên hình thức bộ lạc, vẫn duy trì chế độ tù trưởng (người Nữ Chân gọi là Beile), nhưng căn cứ theo số lượng người Nữ Chân có trong các bộ lạc, phân chia trên cơ sở như sau:
- Cứ 300 nam giới[16] được tổ chức thành một Niru (âm Hán Việt: Ngưu Lộc). Người đầu mục của niru được gọi là Niru-i Ejen (tức Ngưu Lộc Ngạch Chân, hay Tiển Chủ, danh xưng Hán Việt là Tá Lĩnh).
- Năm Niru hợp lại thành một Jalan (âm Hán Việt: Giáp Lạt) do một Jalan-i Ejen (Giáp Lạt Ngạch Chân, danh xưng Hán Việt là Tham Lĩnh) chỉ huy.
- Năm Jalan sẽ hợp lại thành một đơn vị gọi là Gūsa (âm Hán Việt: Cố Sơn, danh xưng Hán Việt: Kỳ). Chỉ huy một Gūsa là một Gūsa Ejen (phiên âm Hán Việt: Cố Sơn Ngạch Chân, danh xưng Hán Việt: Đô Thống).

Ở các Gūsa quan trọng còn có thêm 2 đơn vị là Meiren (phiên âm Hán Việt: Mai Lặc), gồm 10 Niru hợp thành, do một Meiren-i Ejen (phiên âm Hán Việt: Mai Lặc Ngạch Chân) chỉ huy. Các Meiren-i Ejen sẽ giữ vai trò phụ tá cho Gūsa Ejen.
Thông thường, các Gūsa còn được đặt dưới quyền quản lý của các bối lặc (tù trưởng) thân tín của Nỗ Nhĩ Cáp Xích. Các Bối lặc này được xem là có địa vị cao hơn các bối lặc khác, nên còn được gọi là các Hòa thạc Bối lặc.
Ban đầu, khi chưa hoàn toàn thống nhất các bộ tộc Nữ Chân, Nỗ Nhĩ Cáp Xích tổ chức các bộ tộc thuộc quyền thành 4 Kỳ phân biệt theo màu cờ hiệu là Hoàng (Suwayan), Bạch (Sanggiyan), Hồng (Fulgiyan), Lam (Lamun). Hoàng kỳ đặt dưới quyền khống chế và điều động của ông. Lam kỳ giao cho người em Thư Nhĩ Cáp Tề. Bạch kỳ được giao cho con trai trưởng là Chử Anh và Hồng kỳ do người con trai thứ là Đại Thiện quản lý.
Về sau, khi thống nhất hoàn toàn các bộ lạc Nữ Chân, Nỗ Nhĩ Cáp Xích tổ chức tăng lên bốn kỳ nữa. Các kỳ cũ được thêm danh xưng Gulu (Chính), còn các kỳ mới có thêm màu viền trên cờ hiệu là có thêm danh xưng Kubuhe (Tương), gọi là Tương Hoàng, Tương Lam, Tương Bạch, Tương Hồng.
Năm 1607, vì có xảy ra bất hòa, Nỗ Nhĩ Cáp Xích thu binh quyền của Thư Nhĩ Cáp Tề, về sau giao lại Tương Lam kỳ lại cho con thứ của Thư Nhĩ Cáp Tề là A Mẫn.
Năm 1615, Chử Anh, con trai trưởng và là người thừa kế của ông bị gièm pha nên đã bị ông bắt giam và bức tử. Nỗ Nhĩ Cáp Xích giao lại Tương Bạch kỳ cho con trai thứ 5 là Mãng Cổ Nhĩ Thái và Chính Bạch kỳ giao lại cho người con trai thứ 8 là Hoàng Thái Cực. Để ngăn ngừa hành vi tương tự, Nỗ Nhĩ Cáp Xích cũng phân 2 bộ Hồng kỳ ra giao cho Đại Thiện và con trai ông ta quản lý.
Như vậy, chế độ Jakūn Gūsa về mặt quân sự là 8 cánh quân, về mặt dân sự 8 nhóm bộ tộc, phân biệt bởi hiệu cờ chỉ huy, vì vậy còn được gọi theo âm Hán Việt là Bát Kỳ, mỗi Kỳ có một màu chủ đạo riêng biệt. Đây là một hình thức quân đội dân tộc, là sự hợp nhất giữa binh và nông. Đại Hãn là người thống trị tối cao của toàn Bát Kỳ cả về quân sự lẫn dân sự..
Ban đầu, mỗi Kỳ kỳ có 7.500 quân, tổng cộng 8 kỳ có 6 vạn quân. Về sau, thông qua việc chinh phục các bộ lạc, số lượng binh sĩ trong các Kỳ tăng dần lên. Khi Nỗ Nhĩ Cáp Xích đánh thành Ninh Viễn, tổng binh lực quân Bát Kỳ huy động đã lên đến 13 vạn.
Trong Bát kỳ này lại có sự phân chia thứ bậc nhất định:
- Đại hãn trực tiếp nắm giữ Chính Hoàng kỳ và Tương Hoàng Kỳ, Chính Lam kỳ, hợp xưng là "Thượng Tam Kỳ" (上三旗)[20]. Chỉ những người Nữ Chân thuộc Thượng Tam Kỳ mới được đích thân Đại Hãn lựa chọn vào đội bảo vệ riêng của mình.
- Những kỳ còn lại được gọi là "Hạ Ngũ Kỳ" (下五旗) và được giao cho các Bối lặc thân tín của Nỗ Nhĩ Cáp Xích, thay mặt Đại hãn nắm quyền quản lý, và thường được gọi theo nghi thức là "Hòa thạc" (Hošoi, trong tiếng Mãn có nghĩa là "người được đặc biệt tôn kính). Họ cùng nhau tạo thành một hội đồng quản lý quốc gia Mãn Châu cũng như bộ tư lệnh quân đội, phụ tá cho Nỗ Nhĩ Cáp Xích, được gọi là "Hòa thạc Bối lặc" (Hošoi Beile).

Tuy nhiên, quy chế này mãi đến đời con ông là Hoàng Thái Cực mới chế định rõ ràng.
Danh sách các Kỳ như sau:
| Danh xưng      | Cờ hiệu | Chữ Mãn | Âm Mãn                  | Chữ Mông Cổ (chữ cái Kirin) | Phân loại                                                   |
| -------------- | ------- | ------- | ----------------------- | --------------------------- | ----------------------------------------------------------- |
| Tương Hoàng kỳ |         |         | Kubuhe Suwayan-i Gūsa   | Хөвөөт Шар Хошуу            | Thượng Tam kỳ                                               |
| Chính Hoàng kỳ |         |         | Gulu Suwayan-i Gūsa     | Шүлүүн Шар Хошуу            | Thượng Tam kỳ                                               |
| Chính Bạch kỳ  |         |         | Gulu Sanggiyan-i Gūsa   | Шүлүүн Цагаан Хошуу         | Ban đầu thuộc Hạ Ngũ kỳ, về sau chuyển thuộc Thượng Tam kỳ  |
| Chính Hồng kỳ  |         |         | Gulu Fulgiyan-i Gūsa    | Шүлүүн Улаан Хошуу          | Hạ Ngũ kỳ                                                   |
| Tương Bạch kỳ  |         |         | Kubuhe Sanggiyan-i Gūsa | Хөвөөт Цагаан Хошуу         | Hạ Ngũ kỳ                                                   |
| Tương Hồng kỳ  |         |         | Fubuhe Fulgiyan Gūsa    | Хөвөөт Улаан Хошуу          | Hạ Ngũ kỳ                                                   |
| Chính Lam kỳ   |         |         | Gulu Lamun-i Gūsa       | Шүлүүн Хөх Хошуу            | Ban đầu thuộc Thượng Tam kỳ, về sau chuyển thuộc Hạ Ngũ kỳ. |
| Tương Lam kỳ   |         |         | Kubuhe Lamun-i Gūsa     | Хөвөөт Хөх Хошуу            | Hạ Ngũ kỳ                                                   |

Nỗ Nhĩ Cáp Xích là thống soái tối cao của Bát Kỳ. Con cháu của ông ta là thủ lĩnh của mỗi một Kỳ. Mỗi Kỳ Chủ phải trực tiếp nghe theo mệnh lệnh của Đại Hãn, quyền lực và địa vị chỉ thấp hơn Đại Hãn mà cao hơn tất cả mọi người. Điều đặc biệt là những vị tướng lãnh đạo dưới trướng của ông không phải theo kiểu cha truyền con nối một cách đương nhiên (mặc dù tất cả đều là con cháu của ông) mà do chính ông bổ nhiệm trên cơ sở tài năng và chiến công. Các bộ lạc thành viên trong tất cả các Kỳ không nắm giữ tất cả một vùng, hay không chiến đấu thành đơn vị hợp nhất. Khi yêu cầu một cuộc hành quân, thì được thiết lập dưới các kỳ khác nhau. Những sự phân chia này chủ yếu hạn chế nguy cơ các bộ lạc ly khai hay không tuân lệnh.

### Lên ngôi Đại hãn

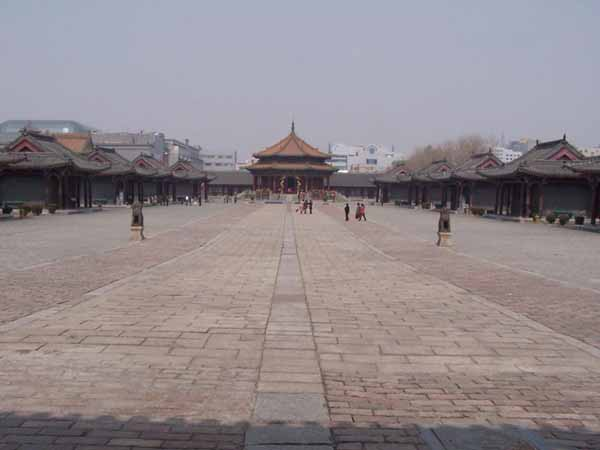
Thẩm Dương

Năm 1601, sau khi thống nhất Kiến Châu, Nỗ Nhĩ Cáp Xích đã cử người đến Bắc Kinh triều cống Nhà Minh. Tuy nhiên, thông qua việc triều cống này, ông cũng nhận ra được tình hình rối ren của triều đình Nhà Minh, càng đẩy nhanh việc thống nhất Nữ Chân để chuẩn bị phục thù. Năm 1603, ông cho xây dựng Hách Đồ A Lạp để trở thành kinh đô sau này.
Bên cạnh việc chinh phục các bộ tộc Nữ Chân, Nỗ Nhĩ Cáp Xích còn mở rộng việc quy phục các bộ tộc Mông Cổ. Bấy giờ, Mông Cổ hoàn toàn tan rã thành các bộ lạc, và thường xuyên bị Nhà Minh đánh phá, dù họ vẫn duy trì danh nghĩa hoàng đế Nguyên. Với tư cách là hậu duệ của Möngke Temür, mang dòng máu Mông - Mãn, cộng với chiến tích chinh phục, Nỗ Nhĩ Cáp Xích dễ dàng được nhiều bộ tộc Mông Cổ quy phục. Năm 1606, ông được người Mông Cổ tôn xưng danh hiệu Kundulun Khan (âm Hán Việt: Côn Đô Luân Hãn).
Năm 1615, Lý Thành Lương chết. Cả một vùng Liêu Đông, một phần Mông Cổ lọt vào tầm khống chế của ông. Năm 1616, khi 57 tuổi, Nỗ Nhĩ Cáp Xích lên ngôi Đại Hãn với hiệu là geren gurun-be ujire genggiyen han (chữ Mãn: ᡤᡝᡵᡝᠨ
ᡤᡠᡵᡠᠨ ᠪᡝ
ᡠᠵᡳᡵᡝ
ᡤᡝᠩᡤᡳᠶᡝᠨ
ᡥᠠᠨ Phúc Dục Biệt Quốc Anh Minh Hoàng đế, nghĩa là "Vị Hãn anh minh mang hạnh phúc cho cả quốc gia"), ở thành Hách Đồ A Lạp (nay là Tân Tân, Liêu Ninh), tuyên bố dựng nước, lấy quốc hiệu Đại Kim, mà sử Trung Quốc gọi là Hậu Kim. Ông cũng tự đặt họ cho mình là Ái Tân Giác La, trong tiếng Nữ Chân cổ có nghĩa là Kim, hàm ý ông kế thừa chính thống đế chế Kim quốc. Từ đây, con cháu trực hệ của ông đều lấy họ Ái Tân Giác La. Ông theo phép Nhà Minh, đặt niên hiệu là Thiên Mệnh (chữ Hán: 天命, chữ Mông Cổ: Тэнгэрийн Сүлдэт, chữ Mãn:ᠠᠪᡴᠠᡳ
ᡶᡠᠯᡳᠩᡤᠠ âm Mãn: abkai fulingga).

## Khởi binh chống Nhà Minh và chiến thắng Tát Nhĩ Hử

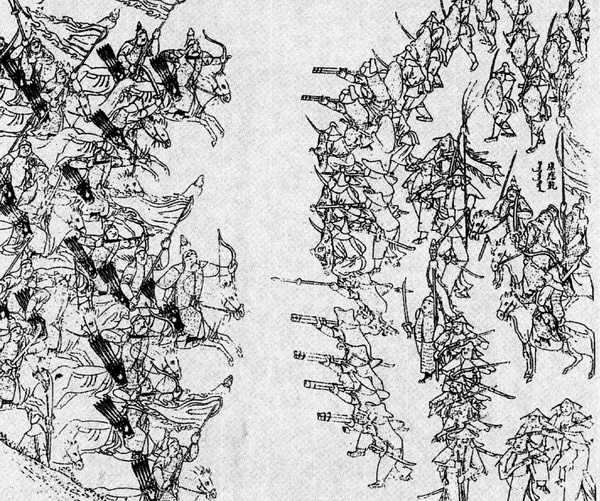
Trận bến Tát Nhĩ Hử

Năm 1618, Nỗ Nhĩ Cáp Xích ban bố "Thất đại hận" (Bảy mối hận lớn, âm Mãn: Nadan Amba Koro) làm cớ khởi binh phản Minh. Điều đầu tiên khẳng định thủ phạm giết cha và ông nội ông chính là triều đình nhà Minh. Những điều còn lại xoáy vào sự bất bình đẳng, thiên vị của Nhà Minh với bộ tộc Diệp Hách mà áp bức các bộ tộc Kiến Châu.
Trong vòng 3 tháng, từ tháng 4 đến tháng 7, quân Kiến Châu liên tục công hạ nhiều thành trì ở Liêu Đông như Phủ Thuận, Thanh Hà, Đông Châu..., khiến quân Minh khiếp sợ, Tổng binh Phủ Thuận là Lý Vĩnh Phương đầu hàng, Phó tướng Vương Mãng Ân tử trận, Tổng binh Quảng Ninh Trương Thừa Âm, Phó tướng Phó Đình Tương bị giết chết. Đến cuối năm 1618, quân Nữ Chân đã áp sát Sơn Hải quan.
Đầu năm 1619, vua Minh Thần Tông vội sai Binh bộ Thị lang Dương Cảo làm Liêu Đông Kinh lược sứ, chỉ huy đại quân kết hợp với các đồng tộc Nữ Chân và Mông Cổ chống Nỗ Nhĩ Cáp Xích, bao gồm: bộ tộc Diệp Hách, Triều Tiên, xưng là 47 vạn (thực tế là 14 vạn), chia 4 đường đánh dẹp Hậu Kim. Tháng 2 năm 1619, 4 cánh quân đồng loạt xuất trận. Binh lực các cánh quân như sau:
- Tây lộ quân do Tổng binh Sơn Hải quan Đỗ Tùng chỉ huy, khoảng 3 vạn quân Minh.
- Bắc lộ quân do Tổng binh Khai Nguyên Mã Lâm chỉ huy, khoảng 2,5 vạn quân Minh và 1 vạn quân bộ tộc Diệp Hách do Kim Đài Cát chỉ huy.
- Đông lộ quân do Tổng binh Liêu Dương Lưu Đĩnh chỉ huy, khoảng 2,7 vạn quân Minh và 1,3 vạn quân Triều Tiên do Khương Hoằng Lập chỉ huy.
- Nam lộ quân do Tổng binh Liêu Đông Lý Như Bách chỉ huy, khoảng 2 vạn quân Minh

Ngoài ra, còn có đạo Trung quân do đích thân Dương Cảo chỉ huy, gồm khoảng 1,5 vạn quân Minh, đồn trú ở Thẩm Dương để chỉ huy toàn cục..
Sau khi phân tích cục diện của quân Minh, Nỗ Nhĩ Cáp Xích xác định phương châm tập trung binh lực:"Bất kể chúng đi bằng bao nhiêu đường, ta chỉ dùng một đường". Từ đó, ông dùng toàn lực quân Bát kỳ (khoảng 6 vạn quân), với ưu thế kỵ binh thiện chiến, để nhanh chóng tiêu diệt từng cánh quân Minh.
Đúng như Nỗ Nhĩ Cáp Xích dự đoán, một trong những sai lầm của quân nhà Minh là sự bất đồng giữa các tướng lĩnh về phương thức tác chiến, khiến các cánh quân hoạt động rời rạc, tốc độ hành quân không đều, chủ soái lại ở xa nên không theo kịp tình hình chiến trường; vì thế việc tác chiến nhanh gọn sẽ tiêu diệt từng cánh quân trước khi quân Minh kịp nhận ra.
Tận dụng ưu thế cơ động, Nỗ Nhĩ Cáp Xích cho quân Bát kỳ chủ động kiểm soát thế trận tại bờ sông Tát Nhĩ Hử (薩爾滸) trước khi cánh quân Tây lộ chủ lực của nhà Minh đến.
Ngày 1 tháng 4, cánh quân Tây lộ của Đỗ Tùng đã đến Tát Nhĩ Hử. Không biết quân Bát kỳ đã phục sẵn, thay vì đóng trại chờ các cánh quân khác, Đỗ Tùng lại ra lệnh cho quân vượt sông, nhằm nhanh chóng phá tan quân Nữ Chân.
Sau khi quân Đỗ Tùng vượt sông, Nỗ Nhĩ Cáp Xích ra lệnh phá đập nước đã chuẩn bị trước. Một phần cánh quân và hầu hết lương thảo của Tây lộ quân bị nhấn chìm.
Tuy nhiên, Đỗ Tùng vẫn liều lĩnh tiến quân. Một bộ phận tiền quân do chính Đỗ Tùng chỉ huy tiến vào đóng trại ở đồn Giới Phàm, trấn giữ hẻm núi Cát Lâm Nhai, đề phòng quân Bát kỳ kéo đến, một bộ phận lớn khác đóng trại cạnh bờ sông chờ tiếp ứng.
Nỗ Nhĩ Cáp Xích tận dụng ngay cơ hội; ông chỉ để 1,5 vạn quân cầm chân Đỗ Tùng ở quân trại Giới Phàm, tập trung binh lực ở Tát Nhĩ Hử, sau đó hợp lại đánh tan trại của Đỗ Tùng. Đỗ Tùng cùng 2 phó tướng Vương Tuyên và Triệu Mộng Lân đều tử trận.
Sau khi Tây lộ quân bị tiêu diệt, Bắc lộ quân do Mã Lâm chỉ huy cũng vừa kéo đến Thượng Giám Nhai, cách bến Tát Nhĩ Hử khoảng 30 dặm về phía Đông Bắc. Nhận được tin cấp báo từ tàn quân Đỗ Tùng, Mã Lâm không dám khinh suất, bèn thu thập tàn quân Đỗ Tùng và tổ chức phòng thủ thành một tuyến dài với 3 trại.
Nỗ Nhĩ Cáp Xích tập trung toàn bộ binh lực tấn công thẳng vào trại do Mã Lâm đóng giữ. Dù quân Minh sử dụng hỏa pháo nhưng do tốc độ chậm, không kịp với đà thần tốc của kỵ binh Nữ Chân nên trại binh tan vỡ, Mã Lâm một mình trốn chạy. 2 trại còn lại thấy trại chính bị tiêu diệt nên cũng nhanh chóng tan vỡ khi bị tấn công.
Sau khi tiêu diệt cả hai cánh quân chủ lực của nhà Minh, quân Nữ Chân nhanh chóng tiến về phía Nam để nghỉ ngơi và chờ cánh quân của Lưu Đĩnh kéo đến. Lưu Đĩnh tuy là một tướng tài thiện chiến, nhưng do bất hòa với Dương Cảo nên bị đẩy xuống cánh quân thứ yếu, nên lòng nhiều bất mãn. Nắm được điều này, Nỗ Nhĩ Cáp Xích quyết định tiêu diệt cánh quân này trước khi Lý Như Bách kéo đến. Ông cho một số quân binh mặc giả quân phục của quân Đỗ Tùng, đến yêu cầu Lưu Đĩnh tăng tốc độ hành quân. Vì nóng lòng lập công nên Lưu Đĩnh mắc bẫy. Ông ta dẫn quân theo đường núi hiểm để đi nhanh hơn, nên rơi vào trận địa phục kích của quân Nữ Chân.
Quân Minh nhanh chóng bị tiêu diệt. Bản thân Lưu Đĩnh cũng tử trận. Chỉ có cánh quân Triều Tiên kịp tổ chức chống trả. Tuy nhiên, họ không thể chống cự nổi với kỵ binh Nữ Chân đông đảo và tinh nhuệ. Hai phần ba số quân Triều Tiên nhanh chóng bị tiêu diệt. Vì vậy, Khương Hoằng Lập và những binh sĩ Triều Tiên còn lại phải đầu hàng.
Phải 4 ngày sau, Dương Cảo mới biết tin 3 cánh quân tiên phong đã bị tiêu diệt hoàn toàn. Ông ta bèn ra lệnh cho Lý Như Bách đưa Nam lộ quân trở về. Lúc này, cánh quân Lý Như Bách đã tiến sâu vào con đường núi hiểm trở chật hẹp, vì phía trước đã bị chặn nên đành đi về bằng đường cũ. Nỗ Nhĩ Cáp Xích đã đoán trước được việc này và đã bố trí một toán nghi binh ở đây. Khi thấy cánh quân Lý Như Bách đổi đội hình rút lui, họ bèn giương cờ và kèn hiệu nghi binh, giả cách như phục binh Nữ Chân tấn công. Quân Minh hốt hoảng, dẫm đạp lên nhau để thoát thân. Hàng ngàn binh sĩ bị giày xéo mà chết. Không chịu nổi thất bại này, Lý Như Bách đành tự vẫn để không bị triều đình kết tội.
Chỉ trong 6 ngày tác chiến, 6 vạn quân Nữ Chân đã đánh tan 14 vạn liên quân Minh - Triều Tiên - Diệp Hách, làm rúng động Minh triều. Danh tiếng Nỗ Nhĩ Cáp Xích vang dội toàn mạn Bắc Trung Hoa. Toàn bộ các bộ tộc Nữ Chân giờ đây hoàn toàn quy phục ông.
Trận đánh còn được xem như một trong những trận đánh kinh điển trong nghệ thuật quân sự thế giới khi vận dụng nguyên tắc tập trung binh lực và sức cơ động chiến thuật, thể hiện tài năng quân sự của Nỗ Nhĩ Cáp Xích.

## Tung hoành Đông Bắc và Ninh Viễn di hận

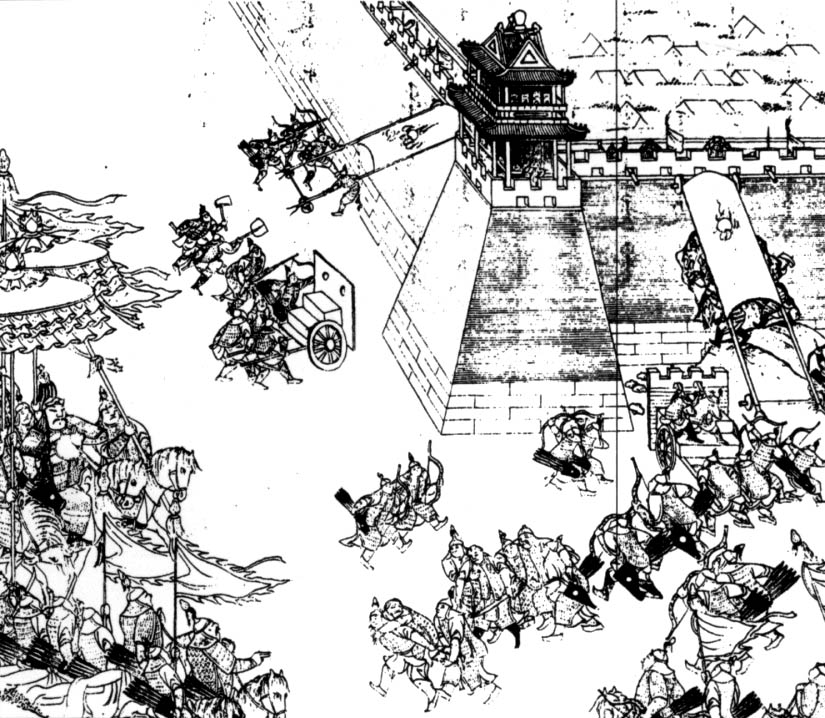
Nỗ Nhĩ Cáp Xích chỉ huy quân Kim công đánh Ninh Viễn lần thứ nhất

Thừa thế chiến thắng, quân Bát kỳ nhanh chóng tiến xuống phía Nam, chiếm luôn Khai Nguyên, Thiết Lăng. Năm 1621, quân Bát kỳ tiếp tục đánh chiếm Liêu Dương, Trung Trấn, Thẩm Dương, khống chế toàn bộ vùng đất phía đông Liên Hà. Cũng trong năm này, Nỗ Nhĩ Cáp Xích thiên đô về Liêu Dương, với mục đích khống chế vùng Liêu Đông. Năm 1622, Nỗ Nhĩ Cáp Xích đánh bại đội quân của Kinh lược Liêu Đông Phùng Đình Bản và Tuần phủ Liêu Đông Vương Hóa Trinh, chiếm giữ trọng trấn Liêu Tây là Quảng Ninh. Triều đình nhà Minh kết tội Phùng Đình Bản thua trận bị xử chém, Vương Hóa Trinh bị hạ ngục.
Sau trận Quảng Ninh, Nỗ Nhĩ Cáp Xích tạm ngưng chinh phạt Nhà Minh, chuyển trọng tâm vào việc chỉnh đốn quân đội, tăng cường binh lực, đồng thời tổ chức quản lý vùng đất mới. Lúc này, hầu hết vùng lãnh thổ phía Bắc Trung Quốc, như Mông Cổ, Nữ Chân, Triều Tiên đều thuộc phạm vi thế lực của ông. Năm 1625, Nỗ Nhĩ Cáp Xích cho đổi tên Thẩm Dương thành Thịnh Kinh và thiên đô sang đây.
Tận dụng thời gian hưu chiến, tướng Nhà Minh trấn thủ thành Ninh Viễn là Binh lược Phó sứ, Hữu Tham chính Viên Sùng Hoán dốc toàn lực để củng cố thành Ninh Viễn thành một cứ điểm vững chắc phía ngoài Sơn Hải quan.
Sau 1 năm nghỉ ngơi chỉnh đốn, tháng 1 năm 1626, Nỗ Nhĩ Cáp Xích dẫn 13 vạn kỵ binh tiến công Sơn Hải quan. Tuy nhiên, dù đơn độc phòng thủ Ninh Viễn ngoài Sơn Hải quan, quân tướng Ninh Viễn cùng chủ tướng Viên Sùng Hoán hăng hái chống cự nên Nỗ Nhĩ Cáp Xích không thể tiến lên được, lại bị đại bác bắn trúng làm bị thương do đó việc công thành phải dừng lại. Viên Sùng Hoán tận dụng thời cơ đốc quân ra thành truy kích. Quân Nữ Chân thua to phải rút về Thịnh Kinh.
Nhận định chưa thể phục thù trận Ninh Viễn, tháng 4 năm đó, Nỗ Nhĩ Cáp Xích tạm đốc quân chuyển hướng sang chinh phục các bộ lạc Mông Cổ chưa chịu quy phục. Tuy nhiên, tháng 5 năm đó, tướng Minh là Mao Văn Long xuất quân ra khỏi quan ải, tấn công An Sơn. Giữa tháng 7, Nỗ Nhĩ Cáp Xích đành phải chấm dứt chinh phục, rút quân về lại Thịnh Kinh. Trên đường rút về, do phát bệnh nặng, ông phải theo thuyền từ sông Thái vào sông Hồn để trở về Thịnh Kinh. Ngày 10 tháng 8, khi đi qua một thị trấn nhỏ có tên là De-A Man, bệnh tình trở nên trầm trọng nên ông đã lặng lẽ qua đời vào năm 68 tuổi.
Một số tài liệu lịch sử cho rằng cái chết của Nỗ Nhĩ Cáp Xích là do bị thương bởi đại bác Bồ Đào Nha mà Viên Sùng Hoán đã trang bị cho thành Ninh Viễn. Tuy nhiên, căn cứ theo hành trạng của Nỗ Nhĩ Cáp Xích chuyển hướng chinh phục Mông Cổ 3 tháng sau trận Ninh Viễn, các học giả đồng ý nguyên nhân cái chết là do sự lao lực quá độ, cộng với nỗi uất ức đại bại trước một tướng lĩnh vô danh, cộng với tuổi già và thương thế. Thi hài ông được đem về Thịnh Kinh mai táng, gọi là Phúc lăng. Con cháu ông truy tôn miếu hiệu "Thái Tổ".

## Cốt nhục tương tàn
Lúc mới khởi nghiệp, Chử Anh là con trai trưởng, lại từng theo cha lập nhiều võ công hiển hách, được Nỗ Nhĩ Cáp Xích phong hiệu "A Nhĩ Cáp Đồ Thổ Môn", trong tiếng Mãn có nghĩa là "người nhiều tài mưu lược", theo chữ Hán là Quảng Lược (廣略), được vua cha lập ngôi vị Quảng Lược Thái tử, tức người kế vị. Tuy nhiên, do tính tình kiêu ngạo, khinh người nên Chử Anh làm mất lòng nhiều vị đại thần.
Năm 1615, Chử Anh bị năm vị đại thần khai quốc là Phí Anh Đông, Ngạch Diệc Đô, Hà Hòa Lý, An Phí Dương Cổ và Hô Nhĩ Hán cùng với một số người em vốn có mối bất hòa với Chử Anh, tập trung công kích.
Chử Anh dần không còn được Nỗ Nhĩ Cáp Xích tín nhiệm, cuối cùng bị tước bỏ binh quyền, nảy sinh ra bất mãn, nhiều lần tỏ ý oán trách vua cha cùng với những kẻ đã dèm pha mình. Cuối cùng, ông ta bị tống giam và chết trong ngục vào năm 1618. Mẹ ông sau đó bị tước mất ngôi vị chính thất.
Sau khi thu lại binh quyền của Chử Anh, Nỗ Nhĩ Cáp Xích đem Tương Bạch kỳ giao lại cho con trai thứ 5 là Mãng Cổ Nhĩ Thái (Manggūltai) và Chính Bạch kỳ giao lại cho Hoàng Thái Cực. Để ngăn ngừa hành vi tương tự, Nỗ Nhĩ Cáp Xích cũng phân 2 bộ Hồng kỳ ra giao cho Đại Thiện và con trai ông ta quản lý.
Đại Thiện thay Chử Anh giữ ngôi vị Đại bối lặc, trực tiếp khống chế 2 Hồng kỳ. Nhưng ông vẫn không được Nỗ Nhĩ Cáp Xích lập làm thái tử mà chỉ được xem là một Hòa thạc Bối lặc như các vị Hòa thạc khác.
Đến lượt Đại Thiện trở thành mục tiêu cho những cuộc công kích. Cũng như anh mình, ông có nhiều chiến công, lại là một người tài giỏi, được cho là có thể sử dụng được 12 ngôn ngữ khác nhau và rất được lòng quân sĩ.
Tuy nhiên, đến năm 1620, Đại Thiện bị dèm pha là có gian tình với Cổn Đại, người vợ thứ hai của vua cha, vốn được lập lên ngôi vị Đại phúc tấn thay cho ngôi vị của mẹ ông.
Lo ngại việc việc xét xử Đại Thiện sẽ dẫn đến binh biến, Nỗ Nhĩ Cáp Xích đành tạm khiển trách con trai mà không tước binh quyền. Cổn Đại sau đó bị phế truất và bị chính con trai ruột của bà là Mãng Cổ Nhĩ Thái giết chết. 
Trước khi qua đời, Nỗ Nhĩ Cáp Xích vẫn chưa kịp chỉ định người kế vị mà chỉ mới trao quyền cai quản Thượng Tam Kỳ của ông cho A Ba Hợi để sau này giao lại cho 3 con trai của bà này là A Tế Cách, Đa Nhĩ Cổn và Đa Đạc khi họ trưởng thành. Cuộc tranh chấp ngôi vị Đại Hãn nổ ra quyết liệt giữa các vị Hòa thạc Bối lặc.
Đại Thiện đã mất nhiều sức ảnh hưởng, Mãng Cổ Nhĩ Thái vì chuyện giết mẹ đẻ nên cũng mất uy tín, A Ba Thái không có quyền kế vị. Hai vị Hòa thạc Bối lặc khác là Đa Nhĩ Cổn và Đa Đạc thì còn quá nhỏ tuổi. Ngôi vị Hãn chỉ còn là sự tranh chấp giữa A Tế Cách và Hoàng Thái Cực. Cuối cùng, bằng cách thỏa hiệp, người con trai thứ 8 của ông là Hoàng Thái Cực đã được các quý tộc khác ủng hộ lên ngôi kế vị.

## Gia đình
- Cha: Tháp Khắc Thế, truy tôn Hiển Tổ Tuyên Hoàng đế (显祖宣皇帝).
- Mẹ: Hỉ Tháp Lạp thị (喜塔腊氏), tên Ngạch Mục Tề (額穆齊), con gái Đô đốc A Cổ (阿姑), sinh Nỗ Nhĩ Cáp Xích, Thư Nhĩ Cáp Tề, Nhã Nhĩ Cáp Tề. Truy tặng Tuyên Hoàng hậu (宣皇后).
- Em trai:

| Tước vị                                      | Tên            | Mẹ                 | Ghi chú                                                                          |
| -------------------------------------------- | -------------- | ------------------ | -------------------------------------------------------------------------------- |
| Thành Nghĩ Dũng Tráng Bối lặc (诚毅勇壮贝勒) | Mục Nhĩ Cáp Tề | Lý Giai thị        | Ông là người thiện chiến và dũng cảm, luôn là người đi đầu trong các trận chiến. |
| Hòa Thạc Trang Thân vương (和硕庄亲王)       | Thư Nhĩ Cáp Tề | Hỉ Tháp Lạp thị    | Em trai cùng mẹ với Nỗ Nhĩ Cáp Xích.                                             |
| Thông Đạt Quận vương (通达郡王)              | Nhã Nhĩ Cáp Tề | Hỉ Tháp Lạp thị    | Em trai cùng mẹ với Nỗ Nhĩ Cáp Xích.                                             |
| Đốc Nghĩa Cương Quả Bối lặc (笃义刚果贝勒)   | Ba Nhã Lạt     | Kế phi Nạp Lạt thị | Em trai khác mẹ của Nỗ Nhĩ Cáp Xích, những năm đầu được phong chức Đài cát.      |

### Thê thiếp
| Chính thất                                           |      |      |                                   | |
| Nguyên phi Cáp Cáp Nạp Trác Thanh hoặc Đông Giai thị | ?    | 1592 | Tháp Mộc Ba Yến                   | Xuất thân từ gia tộc Đông Giai thị, người Mãn Châu Chính Hoàng kỳ. Sinh hạ hai người con trai lớn: Con cả Chử Anh và con trai thứ hai Đại Thiện. Một con gái, Đông Quả Cách cách |
| Kế phi Cổn Đại                                       | ?    | 1620 | Mãng Tắc Đỗ Như Hỗ                | Xuất thân từ gia tộc Phú Sát thị, thuộc gia tộc Phú Sát ở thành Sa Tế. Sinh hạ hai người con trai, con trai thứ 5 Mãng Cổ Nhĩ Thái và thứ 10 Đức Cách Loại. Một con gái, Mãng Cổ Tể |
| Hiếu Từ Cao Hoàng hậu Mạnh Cổ Triết Triết            | 1575 | 1603 | Bối lặc Dương Cát Nỗ              | Xuất thân từ bộ lạc Diệp Hách Na Lạp thị của Hải Tây Nữ Chân, em gái Bối lặc Kim Đài Cát. Sinh hạ người con trai thứ 8 là Hoàng Thái Cực Về sau, bà được con trai Hoàng Thái Cực truy phong thụy hiệu là Hiếu Từ Chiêu Hiến Kính Thuận Nhân Huy Ý Đức Hiến Khánh Thừa Thiên Phụ Thánh Cao Hoàng hậu.                                                               |
| Đại phi A Ba Hợi                                     | 1590 | 1626 | Bối lặc Mãn Thái                  | Thuộc gia tộc Ô Lạp Na Lạp thị của Hải Tây Nữ Chân, sinh hạ 3 người con trai: thứ 12 A Tế Cách, thứ 14 Đa Nhĩ Cổn và thứ 15 Đa Đạc Trong một thời gian, bà từng được con trai Đa Nhĩ Cổn truy tôn thụy hiệu là Hiếu Liệt Cung Mẫn Hiến Triết Nhân Hoà Tán Thiên Lệ Thánh Vũ Hoàng hậu, sau bị truy phế bởi Thuận Trị Đế.                                           |
| Trắc thất                                            |      |      |                                   | |
| Trắc phi Bát Nhĩ Tế Cát Đặc thị (侧妃博尔济吉特氏)   | ?    | 1665 | Quận vương Khổng Quả Nhĩ (孔果爾) | Xuất thân từ Khoa Nhĩ Thấm Mông Cổ, em họ của Hiếu Đoan Văn Hoàng hậu, đồng thời là người cô cùng tộc của Mẫn Huệ Cung Hòa Nguyên phi và Hiếu Trang Văn Hoàng hậu. Năm đầu Khang Hi, bà được tôn là Hoàng tổ Thọ Khang Thái phi (皇祖寿康太妃). Qua đời khoảng 4 năm sau, bồi táng Phúc lăng.                                                                      |
| Trắc phi Y Nhĩ Căn Giác La thị (侧妃伊尔根觉罗氏)    | ?    | ?    | Trác Thân Ba Yến (札亲巴宴).      | Lấy Nỗ Nhĩ Cáp Xích năm 1586, sinh Nộn Triết Cách cách và A Ba Thái. |
| Trắc phi Diệp Hách Na Lạp thị (侧妃叶赫那拉氏)       | ?    | ?    | Bái Tam (拜三)                    | Em gái cùng tộc của Hiếu Từ Cao Hoàng hậu, sinh con gái thứ 8. |
| Trắc phi Bác Nhĩ Tế Cát Đặc thị (侧妃博尔济吉特氏)   | ?    | 1654 | Bối lặc Minh An (明安)            | Xuất thân từ Khoa Nhĩ Thấm Mông Cổ, em họ của Hiếu Đoan Văn Hoàng hậu và là chị họ của Thọ Khang Thái phi. Đương thời được gọi là An Bố Phúc tấn (安布福晋). Lấy Nỗ Nhĩ Cáp Xích năm 1612, không con cái. Qua đời vào thời Thuận Trị, bồi táng Phúc Lăng. |
| Trắc phi Cáp Đạt Na Lạp thị (侧妃哈达那拉氏)         | ?    | ?    | Bối lặc Hỗ Nhĩ Can                | Xuất thân từ gia tộc Cáp Đạt Na Lạp thị của Hải Tây Nữ Chân, là cháu gái Vạn hãn Vương Đài, tên gọi A Mẫn Triết Triết (阿敏哲哲). Năm 1588 lấy Nỗ Nhĩ Cáp Xích. Không rõ năm sinh mất. Không con cái. |
| Thiếp thất                                           |      |      |                                   | |
| Thứ phi Gia Mục Hô Giác La thị (庶妃嘉穆瑚觉罗氏)    | ?    | ?    | Bối lặc Ba Yến (巴晏)             | Kết hôn với Nỗ Nhĩ Cáp Xích năm 1591, sinh Ba Bố Thái cùng Ba Bố Hải |
| Thứ phi Triệu Giai thị (庶妃兆佳氏)                  | ?    | ?    | Lạc Khắc Đạt (喇克達)             | Sinh A Bái |
| Thứ phi Nữu Hỗ Lộc thị (庶妃钮祜禄氏)                | ?    | ?    | Bác Khắc Chiêm (博克瞻)           | Kết hôn với Nỗ Nhĩ Cáp Xích năm 1584, sinh Thang Cổ Đại, Tháp Bái, Mục Khố Thạp, con gái thứ 5 và thứ 6. |
| Thứ phi Tây Lâm Giác La thị (庶妃西林觉罗氏)         | ?    | ?    | Phấn Đỗ Cáp Tư Cổ (奮杜里哈斯古)  | Sinh Lại Mộ Bố |
| Thứ phi Y Nhĩ Căn Giác La thị (庶妃伊尔根觉罗氏)     | ?    | ?    | Sát Bậc (察弼)                    | Sinh con gái thứ 7 |
| Thứ phi A Tế Căn (阿濟根)                            | ?    | 1626 | ?                                 | Gia thế không rõ. Khi Nỗ Nhĩ Cáp Xích mất, bị bắt tuẫn tang |
| Thứ phi Đức Nhân Trạch (德因泽)                      | ?    | 1626 | ?                                 | Còn gọi Tháp Nhân Tra (塔因查). Gia thế không rõ. Thiên Mệnh năm thứ 5 (1620), cáo phát Đại Phúc tấn (có lẽ là A Ba Hợi) cùng Đại Thiện tư thông. Khi Nỗ Nhĩ Cáp Xích mất, Tứ đại Bối lặc (Đại Thiện, A Mẫn, Mãng Cổ Nhĩ Thái và Hoàng Thái Cực) nắm quyền, Đại Phúc tấn A Ba Hợi bị bắt tuẫn tang cùng 2 vị Thứ phi khác, một là A Tế Căn, hai là Đức Nhân Trạch. |

### Hậu duệ
Nỗ Nhĩ Cáp Xích có cả thảy 16 người con trai và 8 người con gái.

#### Hoàng nam
| #  | Danh hiệu                                     | Tên                         | Tên tiếng Mãn                     | Sinh              | Mất                           | Mẹ                                | Ghi chú |
| -- | --------------------------------------------- | --------------------------- | --------------------------------- | ----------------- | ----------------------------- | --------------------------------- | --- |
| 1  | Quảng Lược Thái tử (廣略太子)                 | Chử Anh (褚英)              | ᠴᡠᠶᡝᠨ, Cuyen, Quyen               | 1580              | 1615                          | Nguyên phi Cáp Cáp Nạp Trác Thanh | Con đích trưởng nên tính tình kiêu ngạo, sơ phong Trữ quân. Sau bị phế.                                                                             |
| 2  | Lễ Liệt Thân vương (礼烈亲王)                 | Đại Thiện (代善)            | ᡩᠠᡳᡧᠠᠨ, Daišan, Daixan            | 19 tháng 8, 1583  | 25 tháng 11, 1648 (65 tuổi)   | Nguyên phi Cáp Cáp Nạp Trác Thanh | Một trong Tứ đại Bối lặc, đại thần phò trợ Hoàng Thái Cực và Thuận Trị Đế                                                                           |
| 3  | Trấn quốc Cần Mẫn công (镇国勤敏公)           | A Bái (阿拜)                | ᠠᠪᠠᡳ, Abai                        | 8 tháng 9, 1585   | 14 tháng 3, 1648 (62 tuổi)    | Thứ phi Triệu Giai thị            | |
| 4  | Trấn quốc Khắc Tiết Tướng quân (镇国克洁将军) | Thang Cổ Đại (湯古代        | ᡨᠠᠩᡤᡡᡩᠠᡳ, Tanggūdai, Tanggvdai    | 24 tháng 12, 1585 | 3 tháng 11, 1640 (54 tuổi)    | Thứ phi Nữu Hỗ Lộc thị            | |
| 5  | Dĩ cách Bối lặc (已革贝勒)                    | Mãng Cổ Nhĩ Thái (莽古爾泰) | ᠮᠠᠩᡤᡡᠯᡨᠠᡳ, Manggūltai, Manggvltai | 1587              | 11 tháng 1, 1633 (45–46 tuổi) | Kế phi Phú Sát Cổn Đại            | Một trong Tứ đại Bối lặc, sau bị đoạt tước giam cầm                                                                                                 |
| 6  | Phụ quốc Khác Hậu công (辅国悫厚公)           | Tháp Bái (塔拜)             | ᡨᠠᠪᠠᡳ, Tabai                      | 2 tháng 4, 1589   | 6 tháng 9, 1639 (50 tuổi)     | Thứ phi Nữu Hỗ Lộc thị            | |
| 7  | Nhiêu Dư Mẫn Thân vương (饒餘敏親王)          | A Ba Thái (阿巴泰)          | ᠠᠪᠠᡨᠠᡳ, Abatai                    | 27 tháng 7, 1589  | 10 tháng 5, 1646 (56 tuổi)    | Trắc phi Y Nhĩ Căn Giác La thị    | |
| 8  | Thái Tông Văn Hoàng đế                        | Hoàng Thái Cực (皇太极)     | ᡥᠣᠩ ᡨᠠᡳᠵᡳ, Hong Taiji             | 28 tháng 11, 1592 | 21 tháng 9, 1643 (50 tuổi)    | Hiếu Từ Cao Hoàng hậu             | Lập ra Nhà Thanh, lên ngôi Hoàng đế |
| 9  | Trấn quốc Khác Hi công (镇国恪僖公)           | Ba Bố Thái (巴布泰)         | ᠪᠠᠪᡠᡨᠠᡳ, Babutai                  | 13 tháng 12, 1592 | 27 tháng 2, 1655 (62 tuổi)    | Thứ phi Gia Mục Hô Giác La thị    | |
| 10 | Dĩ cách Bối lặc (已革贝勒)                    | Đức Cách Loại (德格类)      | ᡩᡝᡤᡝᠯᡝᡳ, Degelei                  | 10 tháng 1, 1597  | 11 tháng 11, 1635 (38 tuổi)   | Kế phi Phú Sát Cổn Đại            | Sơ phong Bối lặc, sau bị đoạt tước |
| 11 | Dĩ cách Trấn quốc Tướng quân (已革镇国将军)   | Ba Bố Hải (巴布海)          | ᠪᠠᠪᡠᡥᠠᡳ, Babuhai                  | 15 tháng 1, 1597  | 1643 (46 tuổi)                | Thứ phi Gia Mục Hô Giác La thị    | Sơ phong Trấn quốc Tướng quân, sau bị đoạt tước |
| 12 | Dĩ cách Anh Thân vương (已革英亲王)           | A Tế Cách (阿济格)          | ᠠᠵᡳᡤᡝ, Ajige, Azhige              | 28 tháng 8, 1605  | 28 tháng 11, 1651 (46 tuổi)   | Đại phi A Ba Hợi                  | Sơ phong Anh Thân vương, sau bị đoạt tước |
| 13 | Phụ quốc Giới Trực công (辅国介直公)          | Lại Mộ Bố (赖慕布)          | ᠯᠠᡳᠮᠪᡠ, Laimbu                    | 26 tháng 1, 1612  | 23 tháng 6, 1646 (34 tuổi)    | Thứ phi Tây Lâm Giác La thị       | |
| 14 | Duệ Trung Thân vương (睿忠亲王)               | Đa Nhĩ Cổn (多尔衮)         | ᡩᠣᡵᡤᠣᠨ, Dorgon                    | 17 tháng 11, 1612 | 31 tháng 12, 1650 (38 tuổi)   | Đại phi A Ba Hợi                  | Nhiếp chính vương thời Thuận Trị |
| 15 | Dự Thông Thân vương (豫通亲王)                | Đa Đạc (多铎)               | ᡩᠣᡩᠣ, Dodo                        | 2 tháng 4, 1614   | 29 tháng 4, 1649 (35 tuổi)    | Đại phi A Ba Hợi                  | |
| 16 |                                               | Phí Dương Quả (费扬果)      | ᡶᡳᠶᠠᠩᡤᡡ, Fiyanggū, Fiyanggv       | 1620              | ?                             | Không rõ                          | Trong năm Sùng Đức, bị Hoàng Thái Cực ban chết, loại tên khỏi tông phả. Sau hậu duệ được Khang Hi ban cho Hồng đái tử, phụ nhập vào cuối Ngọc điệp. |

#### Hoàng nữ
| # | Danh hiệu                    | Tên                               | Sinh | Mất  | Mẹ                                | Ghi chú |
| - | ---------------------------- | --------------------------------- | ---- | ---- | --------------------------------- | --- |
| 1 | Đoan Trang Cố Luân Công chúa | Nộn Triết (嫩哲) Văn Triết (文哲) | 1578 | 1646 | Nguyên phi Cáp Cáp Nạp Trác Thanh | Lấy Hà Hòa Lễ |
| 2 | Hòa Thạc Công chúa           | Nhan Triết (颜哲)                 | 1587 | 1646 | Trắc phi Y Nhĩ Căn Giác La thị    | Lấy Đạt Nhĩ Hán |
| 3 |                              | Mãng Cổ Tế (莽古济)               | 1590 | 1635 | Kế phi Phú Sát Cổn Đại            | Trước lấy Ngô Nhĩ Cổ Đại, sau lấy Tác Nặc Mộc Đỗ Lăng (索诺木杜棱). |
| 4 | Hòa Thạc Công chúa           | Mục Khố Thập (穆库什)             | 1595 | 1659 | Thứ phi Gia Mục Hô Giác La thị    | Trước lấy Bố Chiếm Thái, sinh Mậu Mặc Nhĩ Căn (茂墨尔根), Cát Đô Hồn (噶都浑), Hồng Khuông (洪匡) Sau lấy Ngạch Diệc Đô, sinh Át Tất Long, Tát Tát Hồn Phí Dương Cổ (索索珲费扬古), Chính thê của Kính Cẩn Trang Thân vương Ni Kham. Sau khi Ngạch Diệc Đô mất, tái giá với con trai thứ 8 của Ngạch Diệc Đô là Đồ Nhĩ Cách (图尔格). |
| 5 | Hòa Thạc Công chúa           | Ngũ cách cách                     | 1597 | 1613 | Thứ phi Gia Mục Hô Giác La thị    | Lấy Đạt Khải, con trai Ngạch Diệc Đô. |
| 6 | Hòa Thạc Công chúa           | Lục cách cách                     | 1600 | 1646 | Thứ phi Gia Mục Hô Giác La thị    | Lấy Tô Nãi (苏鼐), sinh Tô Khắc Tát Cáp - 1 trong 4 vị Phụ chính Đại thần trước khi Khang Hi thân chính. Năm Càn Long thứ 3 (1738), Tam đẳng Thị vệ Tô Nhĩ Nại (苏尔耐) thỉnh truy phong tằng tổ mẫu, Hoàng nữ thứ 6 của Thái Tổ Cao Hoàng Đế, là Hòa Thạc Công chúa. Càn Long Đế chuẩn.                                              |
| 7 | Hương quân                   | Thất cách cách                    | 1604 | 1685 | Thứ phi Y Nhĩ Căn Giác La thị     | Lấy Ngạc Thác Y (鄂托伊) |
| 8 | Hòa Thạc Công chúa           | Tùng Cổ Đồ (松古图)               | 1612 | 1646 | Trắc phi Diệp Hách Na lạp thị     | Lấy Cố Nhĩ Bố Tích (固尔布锡) của Khách Nhĩ Khách |

#### Con nuôi
| Danh hiệu                     | Tên         | Sinh | Mất  | Cha                                                  | Ghi chú |
| ----------------------------- | ----------- | ---- | ---- | ---------------------------------------------------- | --- |
| Hòa Thạc Đoan Thuận Công chúa | Tôn Đại     | 1590 | 1649 | Trang Thân vương Thư Nhĩ Cáp Tề                      | Năm 1617 lấy Thai cát Ân Cách Đức Nhĩ, của Ba Ước Đặc bộ, người đồng tộc với Ngạch phò của Tùng Cổ Đồ.                                                      |
| Hòa Thạc Công chúa            | Truân Triết | 1612 | 1648 | Khác Hi Bối lặc Đồ Luân, con trai của Thư Nhĩ Cáp Tề | Năm 1625 lấy Thai cát Áo Ba (奥巴), của Khoa Nhĩ Thấm Bác Nhĩ Tế Cát Đặc thị. Năm 1632, Áo Ba qua đời, tái giá với Thổ Tạ Đồ Thân vương Ba Đạt Lễ (巴达礼). |

## Trong văn hóa đại chúng
| Năm  | Phim ảnh truyền hình | Diễn viên      |
| 2005 | Thái tổ bí sử        | Mã Cảnh Đào    |
| 2018 | 《Độc bộ thiên hạ》  | Cảnh Cương Sơn |